# Osiedle Czerwonego Krzyża (Siedlce)
Os. Czerwonego Krzyża – osiedle w Siedlcach, leży w centralno-północnej części miasta.
Osiedle zajmuje obszar ok. 2 ha i w całości zabudowane jest blokami (4-piętrowymi), budowę osiedla rozpoczęto w 1971 na fali intensywnego rozwoju przemysłu. Znajdują się tu dwa miejskie przedszkola - nr 15 i 20 (integracyjne).

## Położenie
Osiedle znajduje się pomiędzy ulicami:
- Rynkowa (od północy),
- Czerwonego Krzyża (od wschodu),
- 11 Listopada (od zachodu),
- Osiedlowa (od południa)

Od wschodu graniczy z Osiedlem Błonie. 